# Кубок Испании по футболу 1904
Кубок Испании 1904 — был вторым турниром Копа дель Рей. Разыгрывался в 1904 году в Мадриде. Знаменателен тем, что «Атлетик Бильбао» выиграл трофей, не проведя ни одной игры.

## Описание
Первоначально, в турнире должны были участвовать три команды, по одному для каждого региона. Вновь сформированная Федерация футбола Мадрида, которая организовала турнир впервые (предыдущий турнир был организован ФК «Мадрид»), пригласила: «Атлетик Бильбао», представляющий регион Бискайи и «Эспаньол» из Барселоны, представляющий Каталонию. Мадрид должен был быть представлен победителем предварительного раунда между клубами «Club Español де Мадрид» и «Мадрид-Модерно» (слияние ФК Мадрид и Модерно). Три команды должны были оспаривать кубок в круговом формате.
До турнира Эспаньол (Барселона), недовольный системой проведения, объявил, что не поедет в Мадрид. Потому-что в турнир были допущены ещё две команды из Мадрида, «ФК-Монклоа» и «ФК Ибериа» что изменило расписание и график проведения.
Турнир начался 13 марта 1904 года, но 19 марта начались проблемы. Матч между «Эспаньол». и «Мадрид-Модерно» закончился при счете 5:5. Капитаны обеих команд согласились не играть дополнительное время, но не смогли достичь соглашения о том, когда они должны переиграть матч. «Эспаньол» хотел играть на следующий день, но «Мадрид-Модерно» отказался, заявив, что по правилам турнира переигровка должна быть не менее чем через 48 часов после предыдущей игры. На следующий день «Эспаньол» явился на переигровку, а «Мадрид-Модерно» не сделал этого. Областная федерация, президент которой Сеферино Бирдалоне был также президентом «Эспаньола» (Мадрид), вынес решение в пользу «Эспаньола», которые были объявлены победителями матча.
Финал Кубка был первоначально запланирован на 26 марта, но включение «Монклоа» и «Иберии» в турнир в последнюю минуту потребовали дополнительного отборочного матча и перенесения финала на 27 марта. «Эспаньол» и «Монклоа» встретились друг с другом. «Эспаньол» выигрывали 1-0, когда случайно их защитник Хермуа получил травму. Ему был поставлен диагноз перелом большой берцовой и малой берцовой костей. Главный судья решил приостановить матч, при этом победа присуждалась «Эспаньолу». Во время встречи Мадридской ассоциации футбольных клубов, президент организации предложил принять иск, но так как он был председателем «Эспаньола» его предложение было отклонено.
Для того, чтобы разрешить конфликт, была проведена жеребьевка, что вывело «Эспаньол» в финал. Но так, как команда не выиграла региональные соревнования, ибо не переиграла одну и не доиграла вторую встречу, Атлетик подал жалобу. Тем более что футболисты баскского клуба должны были вернуться к своим занятиям. Мадридская ассоциация решила наградить кубком Атлетик, который в финале должен был защитить ранее взятый титул.

## Квалификационный турнир Мадрида

### Полуфиналы
| ФК Монклоа    | 4–0 | ФК Ибериа |
| ------------- | --- | --------- |
| ? · ? · ? · ? |     |           |

| Эспаньол          | 5–5 | Мадрид-Модерно                                                                   |
| ----------------- | --- | -------------------------------------------------------------------------------- |
| ? · ? · ? · ? · ? |     | Хоакин Варза · Хоакин Варза · Педро Парагес · Федерико Ревуелто · Антонио Алонсо |

без переигровки победителем объявлен Эспаньол.

### Финал
| Эспаньол | 1–0 | ФК Монклоа |
| -------- | --- | ---------- |
| ?        |     |            |

Матч прерван при счете 1:0 в пользу Эспаньола.

## Финал Кубка Испании
| Атлетик Бильбао | не состоялся | Эспаньол |
| --------------- | ------------ | -------- |
|                 |              |          |

В связи со спорами в квалификации победителем объявлен Атлетик.